# Tudorovići
Tudorovići (cyr. Тудоровићи) – wieś w Czarnogórze, w gminie Budva. W 2003 roku liczyła 4 mieszkańców.